# Southwark Bridge
Southwark Bridge to most na rzece Tamizie w Londynie znajdujący się pomiędzy mostami Millennium Bridge a Cannon Street Railway Bridge, łączy on dzielnice Southwark oraz City of London. Most został zaprojektowany przez Ernesta George’a i Basila Motta a zbudowany przez szkockie przedsiębiorstwo Sir William Arrol & Co. Oficjalne otwarcie mostu miało miejsce w 1921 r. Pierwotnie w tym samym miejscu w 1819 r. został otwarty pierwowzór mostu a jego autorem był John Rennie starszy. Pod mostem po stronie południowej znajdują się stare schody, które były używane przez rybaków, którzy w pobliżu mostu cumowali swe łodzie rybackie.